# Arsenal (film fra 1929)
 For alternative betydninger, se Arsenal (flertydig). (Se også artikler, som begynder med Arsenal)
Arsenal (russisk: Арсенал) er en sovjetisk film fra 1929 af Aleksandr Dovsjenko.

## Medvirkende
- Semjon Svasjenko - Timosja
- Georgij Kharkiv
- Amvrosij Buchma
- Dmitrij Erdman
- Sergej Petrov